# Gutshaus Barkow
Koordinaten: 53° 27′ 55,1″ N, 12° 10′ 39,5″ O

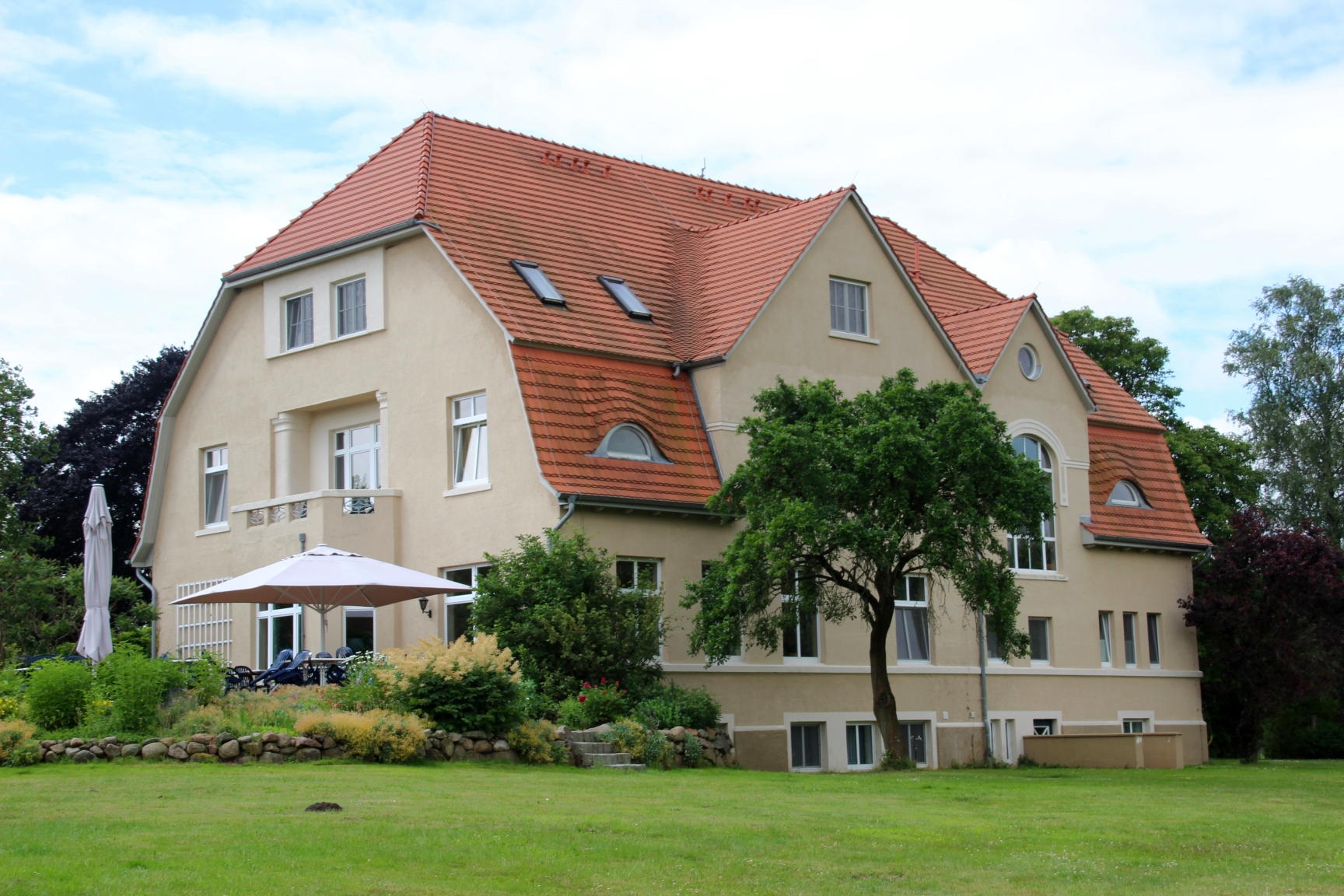
Barkow Gutshaus Rückansicht 2012

Das Gutshaus Barkow ist das Herrenhaus des ehemaligen Gutes in Barkow bei Plau am See. Barkow ist ein Ortsteil der Gemeinde Barkhagen.
Beim Gutshaus Barkow handelt es sich um ein eingeschossiges Gebäude mit einem zweigeschossigen Mansarddach. Zur Südseite hin verfügt es über ein Zwerchhaus, das sich über den Eingangsvorbau erhebt. Das Gebäude wurde im Jahr 1913 durch die Familie Hülße erbaut, geplant wurde es von einem Architekten Schmuck aus Hamburg. Es ersetzte den Vorgängerbau aus dem 18. Jahrhundert. Dieses Haus war ein Fachwerkbau im Stil von Bauernhäusern, ähnlich dem auch heute noch existierenden Pfarrhaus in Barkow. Der Neubau wurde nicht wie der Vorgängerbau auf die westlich liegende Hofstelle, sondern nach Süden ausgerichtet.
Das Gut Barkow war eine landesherrliche Domäne, die in den 1860er Jahren in Erbpacht gegeben wurde. Nach einigen Jahren kam der Hof 1874 in den Besitz der Familie Bethge und wechselte später zu der mit ihnen verwandten Familie Hülße. Im Jahr 1945 wurde im Zuge der sogenannten Bodenreform die Familie enteignet und vertrieben. Das Gutshaus diente danach als Flüchtlingsunterkunft und wurde von der Landesregierung auf die Liste der zum Abbruch vorgesehenen Gutshäuser (entsprechend dem SMAD-Befehl Nr. 209) gesetzt. Auf Betreiben von Einwohnern Barkows wurde es jedoch ab 1949 als Schule genutzt. Nach Schließung der Schule Mitte der 1970er Jahre kam es zur Nutzung unter anderem als Ferienheim, Konsum und LPG-Büro. Im Jahr 1992 konnte die Familie Hülße das Gutshaus zurück erwerben und renovierte es. Seitdem dient es als Hotel.
Zu Beginn des Jahres 2003 kam es aufgrund eines technischen Defekts zu einem Dachstuhlbrand, bei dem das obere Dachgeschoss vollständig ausbrannte. Durch den Einsatz von mehreren Feuerwehren mit über 60 Einsatzkräften konnte die Ausbreitung des Brandes auf den Rest des Gebäudes verhindert werden, durch Feuer und Löschwasser wurden trotzdem große Teile des Gutshauses in Mitleidenschaft gezogen. Nach der anschließenden erneuten Renovierung und Modernisierung wurde das Hotel wieder geöffnet.